# Slag om Bazel
Op 16 juni 1452 was de Bazelse Hanewijkkouter, aan de huidige grens met Rupelmonde, het toneel van de Slag om Bazel of de Slag op de Hanewijkkouter.
Deze slag was een van de krijgsverrichtingen in de Gentse Opstand (1449-1453), die in 1453 zijn besluit kreeg in de slag bij Gavere en de daaropvolgende vrede van Gavere. De aanleiding hiertoe was een lang aanslepend conflict tussen de stad Gent en de Graaf van Vlaanderen, Filips de Goede, tevens hertog van Bourgondië, dat culmineerde rond een "cueillote" (belasting) van 18 Parijse stuivers per zak zout, geheven bij een wet van maart 1448, en een gelijkaardige belasting op graan. Het Waasland, sinds de vroege middeleeuwen bezit van de heren van Gent schaarde zich in deze strijd aan de kant van de Groententers en de Witte Kaproenen van Gent, samen 13.000 man, tegen een overmacht van 30.000 man van de graaf. Filips de Goede had immers versterkingen aangevoerd na zijn nederlaag in de Slag bij Lokeren (18 mei 1452) en de Slag bij Nevele (25 mei).
De troepen van de graaf lagen in Rupelmonde, die van Gent in de Bazelse wijk Weispoel, tussen de Kerkstraat, de Kruibekestraat en de Barbierbeek, onder leiding van Wouter Leenknecht. Op 14 juni was er al een schermutseling, waarbij een aantal Gentenaars in de kerk van Bazel zich na een beleg van drie uur moesten overgeven. Twee dagen later wist de bevelhebber van Filips de Goede de Gentenaars uit hun verschansingen te lokken, en zij delfden op de Hanewijkkouter het onderspit tegen de overmacht. Tijdens hun vlucht doorboorde een van de Gentenaars met zijn speer Corneille van Bourgondië, Filips' geliefde bastaardzoon, plaatselijk beter bekend als Cornelis van Beveren, die aan zijn verwondingen overleed. Als wraak liet Filips alle 2.000 gevangenen afmaken, en zijn mannen plunderden en brandschatten het hele Waasland.
De Hanewijkkouter is gelegen aan de Hanewijkbeek op de grens van Bazel en Rupelmonde, tussen de huidige straten Kalverstraat, Nobeekstraat, Rupelmondestraat en Nieuwe Baan. Een veldweg Hanewijk genaamd, leidt van de Nieuwe Baan naar de Rupelmondestraat dwars over de opbollende oude kouter.